# Johann Heinrich David Zschokke
Johann Heinrich David Zschokke, più noto come Heinrich Zschokke, conosciuto anche come Johann da Magdeburgo (Magdeburgo, 22 marzo 1771 – Aarau, 27 giugno 1848), è stato un politico, scrittore e storico svizzero.

## Biografia
Di origine tedesca, dopo degli studi di filosofia e teologia all'Università di Francoforte sull'Oder terminati nel 1792, fu dapprima fino al 1795 libero docente di filosofia nella stessa università, fece in seguito dei viaggi in Germania, Francia e Svizzera, e nel 1796 divenne direttore dell'istituto educativo di Reichenau (Tamins), ma nell'agosto del 1798 dovette lasciare i Grigioni in quanto sostenitore dei patrioti di orientamento rivoluzionario. Fu direttore dell'ufficio della cultura nazionale della Repubblica Elvetica. Nell'ottobre del 1798 fondò la rivista Der aufrichtige und wohlerfahrene Schweizerbote. Inviato come commissario di governo nel distretto insorto di Stans (1799), a Uri e Svitto (Canton Waldstätten, settembre 1799) e nel Ticino (1800), fu prefetto nazionale del Cantone di Basilea (1800-1801). Nel 1802 si trasferì a Biberstein, dove il 25 febbraio 1805 sposò Anna Elisabeth („Nanny“) Nüsperli (1785–1858), e divenne membro della direzione (1804) e poi ispettore (1809-1829) delle foreste e delle miniere del neocostituito Canton Argovia. Quale membro del Gran Consiglio argoviese (1815-1843) assunse il ruolo di mediatore in occasione dei disordini basileesi del 1831-1833. Artefice della legge scolastica cantonale (1835), rappresentò il Canton Argovia nelle Diete federali del 1833, 1834 e 1837. Fu tra i fondatori della Società per la cultura patriottica del Canton Argovia (1811), i cui membri promossero tra l'altro la creazione di una Cassa di risparmio (1812), del Bürgerlicher Lehrverein (1819, corsi serali), di un'assicurazione contro la grandine (1826) e di un istituto educativo per ragazzi sordomuti (1836).
Autore della Storia della Svizzera pel popolo svizzero, tradotta in italiano da Stefano Franscini con l'aiuto di Carlo Cattaneo, pubblicata per la prima volta in tedesco nel 1822, che influenzò in misura determinante la visione storica liberale della Svizzera e venne utilizzata come manuale scolastico.
Massone, fu dapprima membro per vari anni della loggia "Zur Edlen Aussicht" di Friburgo in Brisgovia e il 27 ottobre 1811 fondò con quattro confratelli la loggia di Aarau "Zur Brudertreue" (Gran Loggia Svizzera Alpina), che aveva come obbiettivo principale la promozione di una società liberale e dei diritti del popolo in Svizzera.

## Opere

### Tragedia, romanzi e novelle
- Graf Monaldeschi (1790)
- Abällino der große Bandit (1793)
- Alamontade, der Galeerensklave (1803)
- Geister und Geisterseher oder Leben und frühes Ende eines Nekromantisten (1789)
- Der tote Gast (1810)
- Das Goldmacherdorf (1817, tradotto in varie lingue (inglese, francese, italiano, croato, ungherese, russo, ecc.)
- Stunden der Andacht (1814)
- Hansdampf in allen Gassen (1814)

### Traduzione
- Nouvelles Genevoises, di Rodolphe Töpffer

### Storia svizzera
- Die drey ewigen Bünde im hohen Rhätien – Historische Skizze. Zürich 1798. prima parte (244 pp.) e seconda parte, online.
- Geschichte vom Kampf und Untergang der schweizerischen Bergkantone. Gessner, Bern und Zürich 1801, online.
- Historische Denkwürdigkeiten der helvetischen Staatsumwälzung. Gesammelt und herausgegeben von Heinrich Zschokke. Winterthur 1803, online.
- Geschichte des Freystaats der drey Bünde im hohen Rhätien. Zürich 1817, 2ª ed., online.
- con Emil Zschokke: Des Schweizerlands Geschichte für das Schweizervolk. 9ª ed., Aarau 1853, online.
- Ausgewählte Historische Schriften. In sechszehn Theilen. Zweiter Theil: Der Aufruhr von Stans. Geschichte von Kampf und Untergang der Schweizerischen Berg- und Waldkantone. Aarau 1830, online.
- Der Aufruhr von Stans. nuova ed., 2020, ISBN 978-3-7460-7510-5.

### Storia della Baviera
- Baierische Geschichte
  - Vol. 1 e 2: Des Landes Urgeschichte bzw. Die Zeiten deutschen Heerbanns und Faustrechts. 2ª ed., Aarau 1821, online.
  - Vol. 3: Die Ursprünge baierischer Volksfreiheiten. 2. Auflage, Aarau 1830, online.
  - Vol. 4: Die Bruderkriege der Schyren. 2ª ed., Aarau 1830, online.
  - Vol. 5: Die Zeiten der Glaubenskriege. Aarau 1816, online.
  - Vol. 6
    - Prima parte: Die letzten Kurfürsten zu Baiern. 3ª ed. Aarau 1828, online.
    - Seconda parte: Karl Theodors Herrscherjahre in Baiern. 3ª ed., Aarau 1828, online.

### Viaggi
- Meine Wallfahrt nach Paris. Prima parte: Zürich 1796, Seconda parte: Zürich 1797. Online.
- Die klassischen Stellen der Schweiz und deren Hauptorte in Originalansichten dargestellt. Karlsruhe und Leipzig, Kunst-Verlag. Erste Abtheilung 1836, Seconda ed. 1838. Reprint col titolo Wanderungen durch die Schweiz. Hildesheim, Olms Presse ISBN 3487081148 e ISBN 3487081156.